# Piatto delle Streghe
Il Piatto delle Streghe è un monumentale piatto di pietra peperina che si trova poco sotto il borgo medievale di Piancastagnaio, in provincia di Siena. Originariamente fungeva da vasca di una fontana nel grande giardino di una residenza che i marchesi Bourbon Del Monte costruirono a Piancastagnaio nei primi del Seicento.

## La storia del Piatto
In passato il monumento si trovava di fronte al Palazzo del Marchese di Piancastagnaio Bourbon del Monte, in piazza Belvedere, prima di essere trasferito nella zona di via del Mugnellino, che si può raggiungere a piedi attraverso un sentiero.

## La leggenda
Il Piatto delle Streghe è lo scenario di un'antica leggenda, che ha nel tempo subìto più varianti. Essa narra che in una casa del posto di color grigio, oggi ristrutturata e ancora visibile in quel luogo, vivesse un uomo di nome Ferro che aveva tre figlie, le quali aveva l'abitudine di uscire di casa la sera per giocare. Il padre le sgridava sempre poiché temeva che le streghe che abitavano nei pressi della sua dimora potessero rapire le bambine. Una sera le bambine vennero infatti rapite e portate al Piatto delle Streghe per essere mangiate ma, dopo danze e riti pagani, le streghe litigarono per chi tra le loro avesse il diritto di mangiarle. Le fanciulle vennero dunque liberate, perché le tre streghe in seguito al litigio si separarono per l'eternità.
Un'altra variante vuole che la vittima del rapimento fosse un neonato e che nessuna tra le streghe accettò di cucinarlo e cibarsene, poiché ognuna aveva delle parentele con il bimbo. Si attardarono finché il padre del piccolo, che accortosi dell'accaduto era riuscito a seguirle, sopraggiunse e riprese possesso del figlio.